# Borki Pichelskie
Borki Pichelskie est une localité polonaise de la gmina de Sokolniki, située dans le powiat de Wieruszów en voïvodie de Łódź.